# بن هاردی
بن هاردی (انگلیسی: Ben Hardy؛ زادهٔ ۲ ژانویهٔ ۱۹۹۱) یک هنرپیشه اهل بریتانیا است. وی از سال ۲۰۱۲ میلادی تاکنون مشغول فعالیت بوده‌است.
از فیلم‌ها یا برنامه‌های تلویزیونی که وی در آن نقش داشته است می‌توان به مردان ایکس: آپوکالیپس ،بوهیمین رپسدی ، زن سفیدپوش و شش زیرزمینی اشاره کرد.